# Наґанума (Хоккайдо)

43°0′37″ пн. ш. 141°41′43″ сх. д. / 43.01028° пн. ш. 141.69528° сх. д.
Наґану́ма (яп. 長沼町, ながぬまちょう, МФА: [naganuma t͡ɕoː]) — містечко в Японії, в повіті Юбарі округу Сораті префектури Хоккайдо. Станом на 1 жовтня 2008 року площа містечка становила 168,36 км². Станом на 31 березня 2017 населення містечка становило 11 155 осіб.